# ألفا روميو 75
ألفا روميو 75 (بالإنجليزية: Alfa Romeo 75) هي سيارة تم تصنيعها من قبل شركة ألفا روميو للسيارات الإيطالية.